# Nagycsepcsény
Nagycsepcsény (szlovákul Veľký Čepčín) község Szlovákiában, a Zsolnai kerületben, a Stubnyafürdői járásban.

## Fekvése
Turócszentmártontól 27 km-re délnyugatra fekszik.

## Története
Csepcsény falut 1262-ben „Cheptsin” néven említik először. 1343-ban „Shepcsin”, 1359-ben „Cepchin”, illetve „Chepchin”, 1369-ben „Chepchen” alakban említik az írott források. 1383-tól a Vladár család birtoka. Nagycsepcsény 1534-ben „Nagyczepchyn” alakban szerepel oklevélben. 1663-ban a Sándor és Benedek családoknak álltak itt kúriáik. 1787-ben 58 házában 357 lakos élt.
A 18. század végén Vályi András így ír róla: „Nagy Csepcsény. Tót falu Túrótz Vármegyében, az előbbinek szomszédságában, birtokosai Csepcsány, és Vladár Urak, lakosai katolikusok, határja középszerűnél jobb.”
1828-ban 34 ház állt a településen 309 lakossal, akik mezőgazdasággal és kézművességgel foglalkoztak.
Fényes Elek 1851-ben kiadott geográfiai szótárában így ír a faluról: „Nagy-Csepcsény, tót falu, Thurócz vmgyében, a Thurócz vize mellett, 94 kath., 215 evang. lak. Termékeny határ, jó rétek. F. u. többen. Ut. p. Rudnó.”
A trianoni diktátumig Turóc vármegye Stubnyafürdői járásához tartozott.

## Népessége
| Év:            | 1994. | 2004.   | 2014.    | 2024.   |
| -------------- | ----- | ------- | -------- | ------- |
| Emberek száma: | 225   | 215     | 245      | 258     |
| Eltérés:       |       | -4,44 % | +13,95 % | +5,30 % |

| Év:            | 2023. | 2024.   |
| -------------- | ----- | ------- |
| Emberek száma: | 253   | 258     |
| Eltérés:       |       | +1,97 % |

1910-ben 391, túlnyomórészt szlovák anyanyelvű lakosa volt.
2001-ben 227 szlovák lakosa volt.
2011-ben 239 lakosából 223 szlovák volt.

## Híres személyek
- Itt született 1897-ben Ján Lichner politikus.